# Stralucido

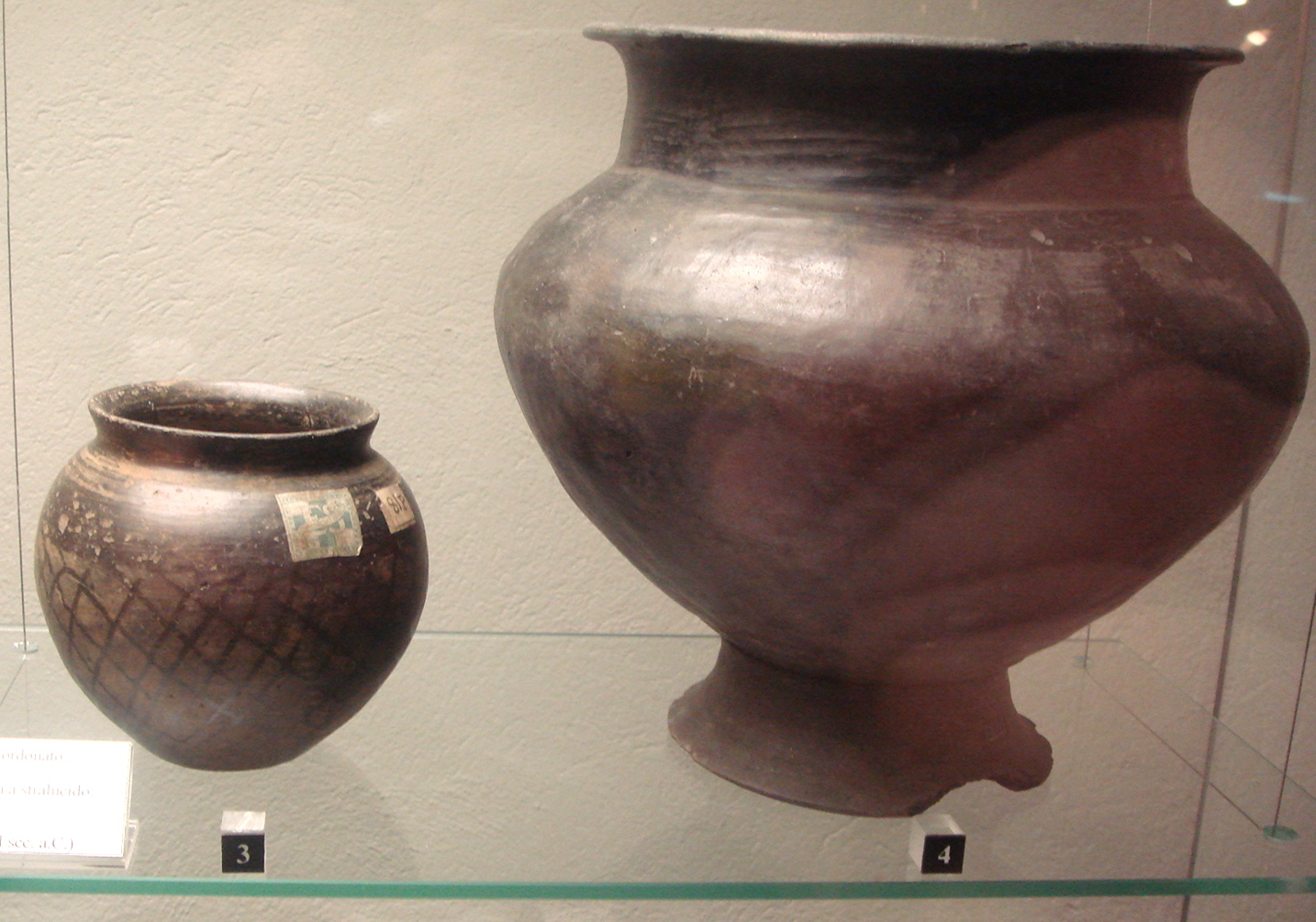
Ceramiche della cultura di Golasecca

Stralucido (detto a volte anche straslucido) è una tecnica decorativa impiegata nella realizzazione di oggetti ceramici. Essa consiste nella levigatura, già in fase di modellazione, di limitate aree specifiche della superficie dell'oggetto, tipicamente vasellame, anteriormente alla cottura.  Dopo la cottura, le zone levigate, trattate, rifletteranno maggiormente la luce ed avranno una maggiore lucentezza, creando così un effetto di contrasto cromatico con le zone opache, non-trattate e quindi naturali, e ancora porose.
Questa tecnica è stata ampiamente diffusa a partire dalla Media Età del Ferro particolarmente presso le civiltà della Sardegna proto-storica, quella lombarda di Golasecca  ed in Sicilia (Cultura di Pantalica Nord e Nord-Ovest, caratterizzata dal cosiddetto stralucido rosso). Per la sua elaborata manifattura, che implica la modellazione al tornio, essa testimonia già l'esistenza presso queste popolazioni, in una fase molto antica, di una rimarchevole abilità artigianale. 
Essa era ancora ampiamente diffusa tra le genti longobarde al momento del loro arrivo in Italia nel 568 d.C..